# Guetela
Guetela (Gwetela, Qagyuhl), pleme američkih Indijanaca porodice Wakashan koji čine Kwakiutle u pravom smislu riječi. Nastanjeni su u području Fort Ruperta u kanadskoj provinciji Britanska Kolumbija. Qagyuhl su se sastojali od nekoliko gensa (u pl. gentes/ (prema S. Curtis): a. Maamtagyila (plural od Matagyila, "dark-colored gull," ime osnivača); b. Gyihslm ("chiefs"); c. Qiqikum ("real Qagyuhl"); d. Sintlom (po Boasu Sislntlae, to je ime Sun gensa među Nimkish i Tlauitsis Indijancima); e. Lialahslntaiyu (plural od Lalahsintaiyu, ime osnivača); f. Alqdnwi; g. Nahwahtahw ("the assembled ones"). 

## Vanjske poveznice
- Kwakiutl Indian Tribe History